# Cephaloziella baumgartneri
Cephaloziella baumgartneri là một loài rêu trong họ Cephaloziellaceae. Loài này được Schiffner mô tả khoa học đầu tiên năm 1905.